# 山本紘史
山本 紘史（やまもと ひろし、1986年4月28日 - ）は、日本の元ラグビー選手。

## プロフィール
- 群馬県出身。
- ポジションはフランカー(FL)。
- 身長183cm、体重100kg。
- ニックネームはひろし、crazy。
- 7人制日本代表スコッドに選ばれたことがある[1]。
- 関東代表に選ばれたことがある[2]。

## 略歴
16歳からラグビーを始めた。 
2005年、樹徳高校卒業後、明治大学に入る。
2009年、明治大学卒業後、東芝ブレイブルーパスに加入。同年10月11日に行われたジャパンラグビートップリーグ第5節のリコーブラックラムズ戦に途中出場で公式戦初出場を果たす。
2021年、現役を引退した。